# Seni (Stadtbezirk)
Seni (tibetisch : གསེར་རྙེད་ཆུས། ; chinesisch :色尼区; pinyin : Sèní Qū) (emaliger chinesischer Kreis Nagqu) ist ein Stadtbezirk im Autonomen Gebiet Tibet. Er gehört zum Verwaltungsgebiet des Regierungsbezirks Nagqu. Die Fläche beträgt 16.200 Quadratkilometer und die Einwohnerzahl 104.490 (Stand: Zensus 2020). 1999 zählte Nagqu 77.639 Einwohner.

## Administrative Gliederung
Auf Gemeindeebene setzt sich der Kreis aus drei Großgemeinden und neun Gemeinden zusammen. Diese sind (amtl. Schreibweise / Chinesisch):
- Großgemeinde Nagqu 那曲镇
- Großgemeinde Lhoma 罗玛镇
- Großgemeinde Gurru 古路镇
- Gemeinde Xamong 香茂乡
- Gemeinde Yamji 羊吉乡
- Gemeinde Namarqê 那玛切乡
- Gemeinde Karmang 孔玛乡
- Gemeinde Darqên 达前乡
- Gemeinde Nyima 尼玛乡
- Gemeinde Serxong 色雄乡
- Gemeinde Lumai 罗麦乡
- Gemeinde Roigag 优恰乡

## Lage
Seni liegt im nördlichen Teil des Autonomen Gebiets Tibet und hat einen Breitengrad von 30° 31' bis 31° 55' N und einen Längengrad von 91° 12' bis 93° 02' E. Angrenzende Kreise innerhalb von Nagqu sind Lhari im Südosten, Biru im Osten, Nyainrong im Nordosten, Amdo im Nordwesten und Baingoin im Westen, während Lhasa City, die Hauptstadt der Region, im Süden liegt.

## Klima
Bei einer Höhe von rund 4.500 Metern herrscht ein raues, alpines Klima, das eng an ein subarktisches Klima grenzt, mit langen, sehr kalten und trockenen Wintern und kurzen, kühlen Sommern. Im Winter fallen die Temperaturen nachts häufig unter −20 °C und steigen im Sommer tagsüber typischerweise auf 16 °C. Die monatliche durchschnittliche Tagestemperatur über 24 Stunden reicht von −11,7 °C im Januar bis 9,5 °C im Juli, und der Jahresmittelwert beträgt nur −0,65 °. Von Juni bis September fällt an den meisten Tagen etwas Niederschlag, und über 80 % des jährlichen Niederschlags werden geliefert.